# Commiphora acuminata
Espèce
Classification phylogénétique
Commiphora acuminata est une espèce de plantes de la famille des Burseraceae.

## Habitat
Elle croît en Tanzanie.